# LatitudeLearning
Latitude Learning é uma empresa privada que fornece software de gerenciamento de aprendizado. Com base em Saline, Michigan, a Latitude Learning desenvolveu um Learning Management System (LMS) — sistema de gerenciamento de aprendizagem. O LMS fornece e gerencia web com base em cursos e-learning e acompanha o progresso dos alunos. O Latitude Learning LMS inclui um aplicativo de software para administração, documentação, rastreamento e relatórios de programas de treinamento, eventos em sala de aula e online e programas  E-learning com conteúdo de treinamento. Seus produtos e serviços são fornecidos usando um modelo Software Como Serviço (SaaS) / Nuvem.
Em 1995, a Novations Learning Technologies foi formada para fornecer soluções de gerenciamento de aprendizagem de e-learning para empresas da Fortune 1000. O LMS, chamado Ready Solutions LMS, era vendido apenas como software comercial pronto para uso (COTS). Em 2005, o Latitude Learning foi formado quando o Latitude Consulting Group Inc., liderado pelo CEO Jeff Walter, adquiriu a Novations Learning Technologies.
Em 2008, o Latitude Learning homologou o Ready Solutions LMS como LatitudeLearning.com. O Latitude Learning lançou seu web site como uma solução baseada em nuvem versão do LMS.
Em 2010, o Latitude Learning lançou seu programa Forever Free que permitia acesso livre ao LMS para empresas com menos de 100 usuários e para organizações sem fins lucrativos com até 1.000 alunos. Mais de 1.000 instalações LMS foram implantadas no primeiro ano.
Em 2017, o Latitude Learning ultrapassou o limite de 20.000 configurações de LMS.

## Produto
O Latitud Learning com LMS é uma solução em formato escalonar, compatível com SCORM construída com o Microsoft .NET e SQL Server. É classificado como uma das 20 soluções de software LMS mais populares da Capterra e listadas como um dos principais LMS para associações pela Tagoras Research.
Além dos recursos padrão do LMS como administração, documentação, acompanhamento e relatórios de programas de treinamento, eventos em sala de aula e on-line, programas de e-learning, painéis de business intelligence e conteúdo de treinamento, o Latitude Learning LMS oferece recursos Web 2.0 como funcionalidade integrada ('widgets') para auxiliar na apresentação de treinamento personalizado e informações de desempenho; RSS feeds de notícias e áudio / vídeo elenco; blogs; pesquisas e pesquisas; e fóruns de rede social e ponto a ponto para fornecer uma experiência consistente de atendimento ao cliente. O aprendizado combinado também ajuda empresas globais com instalações em muitos países a incutir rapidamente um senso de cultura corporativa e introdução a novos processos de negócios.

## Prêmios
- Em 2010, o Latitude Learning ganhou o prêmio Ektron All Stars de Melhor Site Extranet,[11] e medalha de bronze de Melhor Adiantamento em Tecnologia de Gerenciamento de Aprendizagem para Treinamento Externo da Brandon Hall Research.[12]
- Em 2012, o cliente Latitude Learning VIP Auto venceu o prêmio Head of the Class Award da Automotive Aftermarket Industry Association para varejistas

## Parceiros de tecnologia
A empresa estabeleceu parcerias com a Ektron, Inc. Microsoft Corporation; Kony Solutions, Inc. e IBM.